# Faye Wong
Faye Wong (chiń. 王菲; pinyin Wáng Fēi, ur. 8 sierpnia 1969 w Pekinie) – chińska piosenkarka i aktorka. W wieku 18 lat wyjechała do Hongkongu. Nagrała blisko czterdzieści płyt.

## Wybrana filmografia
- Chungking Express (Chong qing sen lin) w reż. Wonga Kar-Waia (1994)
- Chińska odyseja 2002 (Tian xia wu shuang) w reż. Jeffreya Lau (2002)
- 2046 w reż. Wonga Kar-Waia (2004)